# Музей исламского искусства (Доха)
Музей исламского искусства (араб. متحف الفن الإسلامي‎) — музей в столице Катара Дохе, создан по проекту архитектора Бэй Юймина. Внутренний дизайн галерей музея разработан командой архитектора Жана-Мишеля Вилмотта. Залы располагаются на 3-х этажах.

## История и описание
Здание музея выполнено в стиле древней исламской архитектуры, но обладает уникальным дизайном. Он стал первым в своём роде в арабских государствах Персидского залива и содержит крупную коллекцию исламского искусства, исследовательский институт и библиотеку. К музею также относится IDAM, ресторан высокого класса, предлагающий французскую средиземноморскую кухни с арабскими мотивами. Сабиха Аль-Хемир, тунисская писательница и искусствовед, работала в качестве учредителя и директора музея с 2006 по 2008 год.
Общая площадь музея составляет 45 000 м2, он находится на краю гавани Дохи на южной оконечности залива Доха. Строительство музея осуществляла компания Baytur Constr.Co. (Турция), которое было завершено в 2006 году, но интерьер музея подвергался различным изменениям в дальнейшем при участии эмира Катара, а для широкой общественности он стал доступен с 8 декабря 2008 года.

## Коллекция
В музее представлена коллекция предметов исламского искусства, собиравшаяся с конца 1980-х годов, включающая в себя также рукописи, текстильные предметы и керамику. Это одна из самых полных коллекций исламских артефактов в мире, предметов, найденных или ведущих своё происхождение из Испании, Египта, Ирана, Ирака, Турции, Индии и Центральной Азии. Особенность показа экспозиции заключается в тёмных залах без общего освещения с направленными лучами света на каждый отдельный экспонат.